# Taekwondo under sommer-OL 2016
Taekwondo under sommer-OL 2016 i Rio de Janeiro fandt sted i perioden 17. til 20. august på Carioca Arena 3 i Barra Olympic Park i Barra da Tijuca. Omkring 128 taekwondokæmpere konkurrerede i otte vægtklasser: fire for mænd og fire for kvinder.

## Tidsoversigt
| Dato →     | Onsdag 17 | Torsdag 18 | Fredag 19 | Lørdag 20 |
| Mændenes   | 58 kg     | 68 kg      | 80 kg     | +80 kg    |
| Kvindernes | 49 kg     | 57 kg      | 67 kg     | +67 kg    |
| ---------- | --------- | ---------- | --------- | --------- |

## Medaljer
| Placering     | Land                      | Guld | Sølv | Bronze | Total |
| ------------- | ------------------------- | ---- | ---- | ------ | ----- |
| 1             | Sydkorea                  | 2    | 0    | 3      | 5     |
| 2             | Kina                      | 2    | 0    | 0      | 2     |
| 3             | Storbritannien            | 1    | 1    | 1      | 3     |
| 4             | Aserbajdsjan              | 1    | 0    | 2      | 3     |
| 5             | Elfenbenskysten           | 1    | 0    | 1      | 2     |
| 6             | Jordan                    | 1    | 0    | 0      | 1     |
| 7             | Spanien                   | 0    | 1    | 1      | 2     |
| 7             | Thailand                  | 0    | 1    | 1      | 2     |
| 9             | Frankrig                  | 0    | 1    | 0      | 1     |
| 9             | Mexico                    | 0    | 1    | 0      | 1     |
| 9             | Niger                     | 0    | 1    | 0      | 1     |
| 9             | Rusland                   | 0    | 1    | 0      | 1     |
| 9             | Serbien                   | 0    | 1    | 0      | 1     |
| 14            | Brasilien                 | 0    | 0    | 1      | 1     |
| 14            | Den Dominikanske Republik | 0    | 0    | 1      | 1     |
| 14            | Egypten                   | 0    | 0    | 1      | 1     |
| 14            | Iran                      | 0    | 0    | 1      | 1     |
| 14            | Tunesien                  | 0    | 0    | 1      | 1     |
| 14            | Tyrkiet                   | 0    | 0    | 1      | 1     |
| 14            | USA                       | 0    | 0    | 1      | 1     |
| Total 20 NOCs | Total 20 NOCs             | 8    | 8    | 16     | 32    |

### Mænd
| Event  | Guld                                  | Sølv                             | Bronze                                  |
| ------ | ------------------------------------- | -------------------------------- | --------------------------------------- |
| 58 kg  | Zhao Shuai · Kina                     | Tawin Hanprab · Thailand         | Luisito Pie · Den Dominikanske Republik |
| 58 kg  | Zhao Shuai · Kina                     | Tawin Hanprab · Thailand         | Kim Tae-hun · Sydkorea                  |
| 68 kg  | Ahmad Abu-Ghaush · Jordan             | Alexey Denisenko · Rusland       | Lee Dae-hoon · Sydkorea                 |
| 68 kg  | Ahmad Abu-Ghaush · Jordan             | Alexey Denisenko · Rusland       | Joel González · Spanien                 |
| 80 kg  | Cheick Sallah Cissé · Elfenbenskysten | Lutalo Muhammad · Storbritannien | Milad Beigi · Aserbajdsjan              |
| 80 kg  | Cheick Sallah Cissé · Elfenbenskysten | Lutalo Muhammad · Storbritannien | Oussama Oueslati · Tunesien             |
| +80 kg | Radik Isayev · Aserbajdsjan           | Abdoul Razak Issoufou · Niger    | Maicon Siqueira · Brasilien             |
| +80 kg | Radik Isayev · Aserbajdsjan           | Abdoul Razak Issoufou · Niger    | Cha Dong-min · Sydkorea                 |

### Kvinder
| Event  | Guld                        | Sølv                        | Bronze                            |
| ------ | --------------------------- | --------------------------- | --------------------------------- |
| 49 kg  | Kim So-hui · Sydkorea       | Tijana Bogdanović · Serbien | Patimat Abakarova · Aserbajdsjan  |
| 49 kg  | Kim So-hui · Sydkorea       | Tijana Bogdanović · Serbien | Panipak Wongpattanakit · Thailand |
| 57 kg  | Jade Jones · Storbritannien | Eva Calvo · Spanien         | Hedaya Malak · Egypten            |
| 57 kg  | Jade Jones · Storbritannien | Eva Calvo · Spanien         | Kimia Alizadeh · Iran             |
| 67 kg  | Oh Hye-ri · Sydkorea        | Haby Niaré · Frankrig       | Ruth Gbagbi · Elfenbenskysten     |
| 67 kg  | Oh Hye-ri · Sydkorea        | Haby Niaré · Frankrig       | Nur Tatar · Tyrkiet               |
| +67 kg | Zheng Shuyin · Kina         | María Espinoza · Mexico     | Bianca Walkden · Storbritannien   |
| +67 kg | Zheng Shuyin · Kina         | María Espinoza · Mexico     | Jackie Galloway · USA             |